# Wiktor Stański
Wiktor Stański (ur. 23 marca 1916 w Biezieńczuku, zm. 19 grudnia 1981 w Ostrołęce) – doktor nauk medycznych, żołnierz AK, harcmistrz, ppłk rezerwy Wojska Polskiego, społecznik.

## Życiorys
Pochodził z rodziny urzędniczej, syn Józefa i Marii z d. Szewieliow. Po zakończeniu I wojny światowej powrócił z rodziną do Siedlec. Tu ukończył Gimnazjum im. Bolesława Prusa, a następnie Podchorążówkę. Studia medyczne odbywał w Poznaniu i Łodzi (1952), ukończył jako specjalista od gruźlicy. W 1967 r. obronił pracę doktorską Gruźlica wsi w świetle pracy Powiatowej Poradni Przeciwgruźliczej w Ostrołęce.
Był żołnierzem wojny obronnej 1939 r. w pułku piechoty; podczas okupacji w szeregach AK, ps. „Iskra”, w stopniu podporucznika był komendantem Ośrodka IV Obwodu AK „Jesion” w Siedlcach. Brał czynny udział w akcji „Burza” na terenie Siedlec i powiatu.
W latach 1952–1961 pracował jako starszy asystent na Akademii Medycznej w Białymstoku, następnie był kierownikiem Powiatowej Poradni Przeciwgruźliczej w Ostrołęce (1961–1975), a w latach 1975–1978 ordynatorem Oddziału Pulmonologicznego Wojewódzkiego Szpitala Zespolonego w Ostrołęce. Od 1978 r. na emeryturze. Włożył ogromny wkład w walkę z gruźlicą. Był autorytetem w dziedzinie ftyzjatrii. Przy współpracy z WHO i UNICEF prowadził w połowie lat 60. Ośrodek Badań nad Gruźlicą. Opracował i opublikował 3 własne doniesienia naukowe związane z gruźlicą, a 3 kolejnych był współautorem. Angażował się w pracę Społecznego Komitetu do Walki z Gruźlicą i Chorobami Płuc w Warszawie – przez 2 kadencje był członkiem Komisji Rewizyjnej Zarządu Głównego tego Komitetu. Walcząc z chorobami płuc, był zwolennikiem miejskiej zieleni, skwerów i polskich lasów, zwanymi „Zielonymi Płucami”. Wolne chwile spędzał z rodziną i przyjaciółmi na spacerach w Parku Miejskim w Ostrołęce. Był inicjatorem upiększania parku i zieleni miejskiej.
Był instruktorem Komendy Hufca ZHP w Ostrołęce (harcmistrz), przez 3 kadencje – członkiem Komisji Zdrowia Prezydium Powiatowej Rady Narodowej, przez szereg lat – wiceprezesem Zarządu Powiatowego Ligi Obrony Kraju (LOK), a następnie członkiem prezydium Zarządu Wojewódzkiego LOK, Prezesem Klubu Oficerów Rezerwy „Ostrołęka- Miasto”, Powiatowego Zarządu Polskiego Czerwonego Krzyża i Towarzystwa Wiedzy Wojskowo-Obronnej. Wykładał (społecznie) na kursach dla kandydatów do Szkół Podoficerskich, organizowanych przez LOK. Jako były żołnierz był też członkiem Wojewódzkiej Komisji Obrony Pomników i Miejsc Martyrologii Narodu Polskiego, członkiem Prezydium Zarządu Miejskiego Frontu Jedności Narodu. Wykładał w Medycznym Studium Zawodowym w Ostrołęce. Jako czynny członek ZBoWiD-u pełnił społecznie obowiązki Konsultanta Wojewódzkiego przy kierowaniu kombatantów do sanatoriów.
Działał zawsze zgodnie z własnym sumieniem, pomagał wszystkim bez względu na ich pochodzenie, sytuację materialną czy społeczną, nazywany ostrołęckim „doktorem Judymem”. Życie poświęcił pacjentom, swój zawód lekarza ukochał ponad wszystko, a człowieka, osoby chore, pacjentów – stawiał na pierwszym miejscu.
Był mężem Józefy z d. Kulisiewicz, mieli syna Zbigniewa – lekarza medycyny, ginekologa położnika (zm. tragicznie w 2001 r.). Spoczął na cmentarzu parafialnym w Ostrołęce.

## Medale i odznaczenia
- Krzyż Kawalerski Orderu Odrodzenia Polski
- Krzyż Walecznych
- Medal Wojska Polskiego
- Krzyż Partyzancki
- Medal Zwycięstwa i Wolności
- Odznaka PCK

Źródło: Słownik biograficzny Kurpiowszczyzny XX wieku.

## Upamiętnienie
Park Miejski w Ostrołęce nosi imię dr. Wiktora Stańskiego. „Bądź pożyteczny i nieś chętnie pomoc bliźnim” – taki napis widnieje na obelisku upamiętniającym tam Wiktora Stańskiego. Jedna z ulic w Ostrołęce upamiętnia osobę dr. Wiktora Stańskiego.